# 반곡고등학교
반곡고등학교(盤谷高等學校)는 대한민국 세종특별자치시 반곡동에 있는 공립 고등학교이다.

## 학교 연혁
- 2020년 3월 1일 : 반곡고등학교 개교(5학급 인가)
- 2020년 3월 1일 : 초대 김헌수 교장 부임
- 2021년 3월 1일 : 11학급 편성(6학급 증설)
- 2023년 3월 1일 : 22학급 편성(5학급 증설)

## 참고 자료
- 반곡고등학교 - 한국교육학술정보원 학교알리미

2023년 2월 - 제1회 졸업생 배출, 
```
           서울대 등 유수 대학 진학
```